# Жирона
 Тази статия е за града в Испания.  За провинцията вижте Херона (провинция).  
Жирона (на каталонски: Girona), наричан също Херона (на испански: Gerona), е град в Североизточна Каталония (Испания), административен център на едноименната провинция, с население от 99 013 души (по данни към 1 януари 2017 г.).

## Икономика
В града са развити химическа, текстилна и хранително-вкусова промишленост. Жирона е важен транспортен възел на автомагистрала и жп линиите от Барселона към Франция.

## Побратимени градове
- Алби, Франция от 9 юни 1985 г.